# Teorii de integrare europeană
Teoriile de integrare europeană se pot împărți în 2 categorii, cele care fac parte din paradigma interguvernamentală și cele care fac parte din paradigme supranațională. În continuare, sunt definite cele două paradigme, pentru a trece ulterior la teorii de integrare.

## Paradigma interguvernamentală
Este o paradigmă preocupată în a menține și respecta suveranitatea statelor – cooperarea integuvernamentală. Cooperarea la nivel european presupune deci, punerea laolaltă și nu transfer de suveranitate
Schema funcțională se referă la faptul că fiecare stat are drept egal de decizie, adică dreptul de veto.
Interguvernamentalismul se bazează și pe ceea ce se poate numi cooperare între state care înseamnă căutarea unor acorduri liber consimțite prin dezbateri, discuții permanente și chiar confruntări care au loc între membrii. 
Organizațiile care au la bază cooperarea au un aparat instituțional mai simplu decât cele care folosesc paradigma supranațională.
Instituția cea mai importantă este cea care reunește membrii organizației, celelalte instituții având doar rol consultativ. Deciziile care se iau la nivelul organizației trebuie să se bazeze pe unanimitate, iar rezultatul acestor decizii se constituie în așa numite acorduri internaționale. Aceste acorduri nu au prioritate asupra dreptului intern, național. Conceptul de stat suveran este cel mai bine asociat acestei paradigme.

## Paradigma supranațională
Prin intermediul acestei paradigme are loc un transfer de competențe de la un nivel național către un nivel superior, comunitar dar supranațional.
Schema funcțională presupune crearea de instituții pentru ca transferul de suveranitate să funcționeze. Aceste instituții funcționează în afara oricărui stat membru, deci suprastatal.
Supranaționalismul presupune integrarea și solidaritatea statelor membre pe baza unor principii liber consimțite care prevăd transferul de suveranitate dinspre fiecare stat membru către un centru supranațional,  care astfel are puterea de a lua decizii, fie integral, fie pe domenii limitate de competență.
Acest tip de organizație sau centru supranațional are puteri proprii prin care zonele de competență convenită sunt superioare celor ale statelor membre (adică centrul decide)
În instituțiile organizațiilor supranaționale, deciziile se pot lua conform regulilor majorității, în special a majorității calificate.
Puterile instituțiilor supranaționale se exercită imediat fără a trece prin nivelul guvernelor naționale.

## Paradigmele teoretice ale construcției europene
Conceptul de Integrare Europeană: Integrarea ar însemna realizarea în cadrul unui teritoriu a unei comunități de instituții pe de o parte și apoi de practici suficient de puternice sau de stabile pentru a produce pe termen lung schimbări ne-violente în rândul populației de pe acel teritoriu => integrarea ≠ cucerire, integrare = schimbare de bună voie, consimțită.
Integrarea este procesul prin care instituțiile politice din mai multe teritorii distincte transferă competențe către un centru ale cărei instituții posedă și pretind o jurisdicție asupra cadrelor teritoriale preexistente.
Ideea de integrare presupune o conotație pozitivă, implică ideea de creare de legături dincolo de statul națiune prin adeziunea voluntară și pașnică.

### Principalele teorii ale integrării
Aceste teorii sunt: funcționalismul și neofuncționalismul, constructivismul, realismul și neorealismul, neomedievalismul și federalismul european. Toate acestea sunt explicate în subcapitolele de mai jos.

### Funcționalismul și neo-funcționalismul
Este prima teorie folosită în procesul construcției europene, mai precis a stat la baza primelor forme de organizare comunitară: Tratatul de înființare a Comunității Europene a Cărbunelui și Oțelului.
La baza teoriei funcționaliste a stat modelul teoretic a lui David Mitrany. Sistemul lui teoretic spune că ordinea mondială nu trebuie gândită numai în termeni de putere ci în termeni de nevoi pentru a căror satisfacere trebuie să se găsească metode de cooperare. Această cooperare se poate realiza doar prin intermediul elitelor politice europene construite in ceea ce se numește o rețea. Obiectivul acestei cooperări în rețea trebuie să fie crearea de independențe (mai întâi în domeniul economic și apoi în cel politic).
Teoria funcționalistă la nivel instituțional presupunea împărțirea deciziei între organe  funcționale, supranaționale și independente care să acționeze sectorial și care să poată capta până la urmă competențele statelor națiunii.
Adepții funcționalismului cât și cei ai neo-funcționalismului au ca obiectiv politic ideea de federație Europeană. Confederația are un grad mai redus de naționalism decât federația. Agenții statului națiunii ar vrea ca UE să funcționeze ca o confederație.

### Realismul și neo-realismul
Teoriile pornesc de la faptul că dinamica construicției europene ar trebui să țină cont în primul rând de primatul statului națiune. Teoreticienii realiști au o viziune pesimistă asupra istoriei. Potrivit acestora, statul este actorul principal care interacționează pe scena relațiilor internaționale preponderent prin intermendiul principiului cooperării și nu prin principiul majorității.Realiștii apreciază suveranitatea statului ca fiind indivizibilă.
Conform realiștilor și neorealiștilor forma UE ar trebui să fie confederația.
Există alți autori neorealiști conform cărora principiul interguvernamental poate funcționa doar parțial însă zonele pe care statul le păstrează sub control : politica interna sau de apărare nu trebuie să fie afectate de principiul supranațional.

### Neomedievalismul
Conform neomedievaliștiolor UE este construită dintr-o rețea de actori :statele membre,birocrațiile,grupurile de interese	parlamentele naționale,partidele politice,instituțiile comunitare / supranaționale.
Teoreticienii neomedievaliști încearcă să explice funcționare UE pornind de la Competiția și intercondiționalitatea acestor actori care privilegiază diferite tipuri de identități:locale,regionale,naționale,transfronataliere (exemplu: Bucovina),comunitare.
Conform acestei teorii integrarea nu asigură o progresie lineară ci se pune în valoare și se încurajează manifestarea altor actori decât cei naționali sau supranaționali. 

### Federalismul European
La nivel de manifest politic se dorește a fi cea mai importantă paradigmă de funcționare a UE. Acesta nu se opune neapărat interguvernamentalismului – este o reacție politică, dar și teoretică ce se opune ideii de stat națiune ca urmare a conflictelor din secolul XX 
Teoria federalistă afirmă faptul că statul națiune este compromis ca urmare a acestor războaie și nu reușește să facă față noului context al relațiilor internaționale al cărui cuvânt cheie este globalizarea.
Federaliștii promovează o constituție europeană. Ei spun că este nevoie de o arhitectură instituțională care să aibă în mijloc Parlamentul European. Toate celelalte instituții ale UE ar trebui să se bazeze ca legitimitate pe Parlamentul European.
Este necesară prezența principiului subsidiarității, adică statul supranațional nu dispune decât de acele competențe care fac necesară funcționarea lui, nivelul local, dar și cel național dispun mai ales de competențele necesare funționării sistemului instituțional. Sistemul supranațional este cel care dispune de cele mai multe și cele mai mari competențe, însă în practică exercitarea competențelor începe de la niveluri inferioare. Practica politică este considerată ca fiind foarte importantă.
Statul federal european ar trebui să aibă atât o economie cât și o armată comune, bazate pe principii comune.

## Sursa
Augustin Fuerea, Instituțiile Uniunii Europene, editura Universul, București, 2000.